# IC 3836
IC 3836 је спирална галаксија у сазвјежђу Ловачки пси која се налази на листи објеката дубоког неба у Индекс каталогу.
Деклинација објекта је + 40° 11' 2" а ректасцензија 12h 51m 3,6s. Привидна величина (магнитуда) објекта IC 3836 износи 15,4 а фотографска магнитуда 16,2.